# Butterfinger

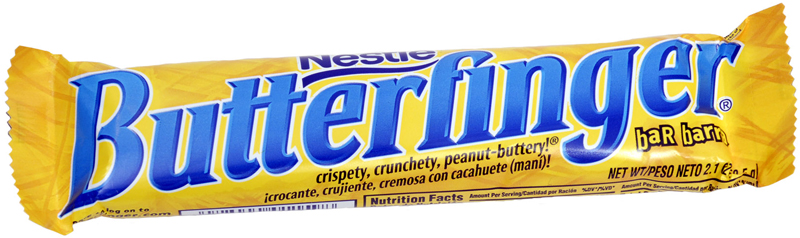
En inslagen Butterfinger från Nestlé, 2010.

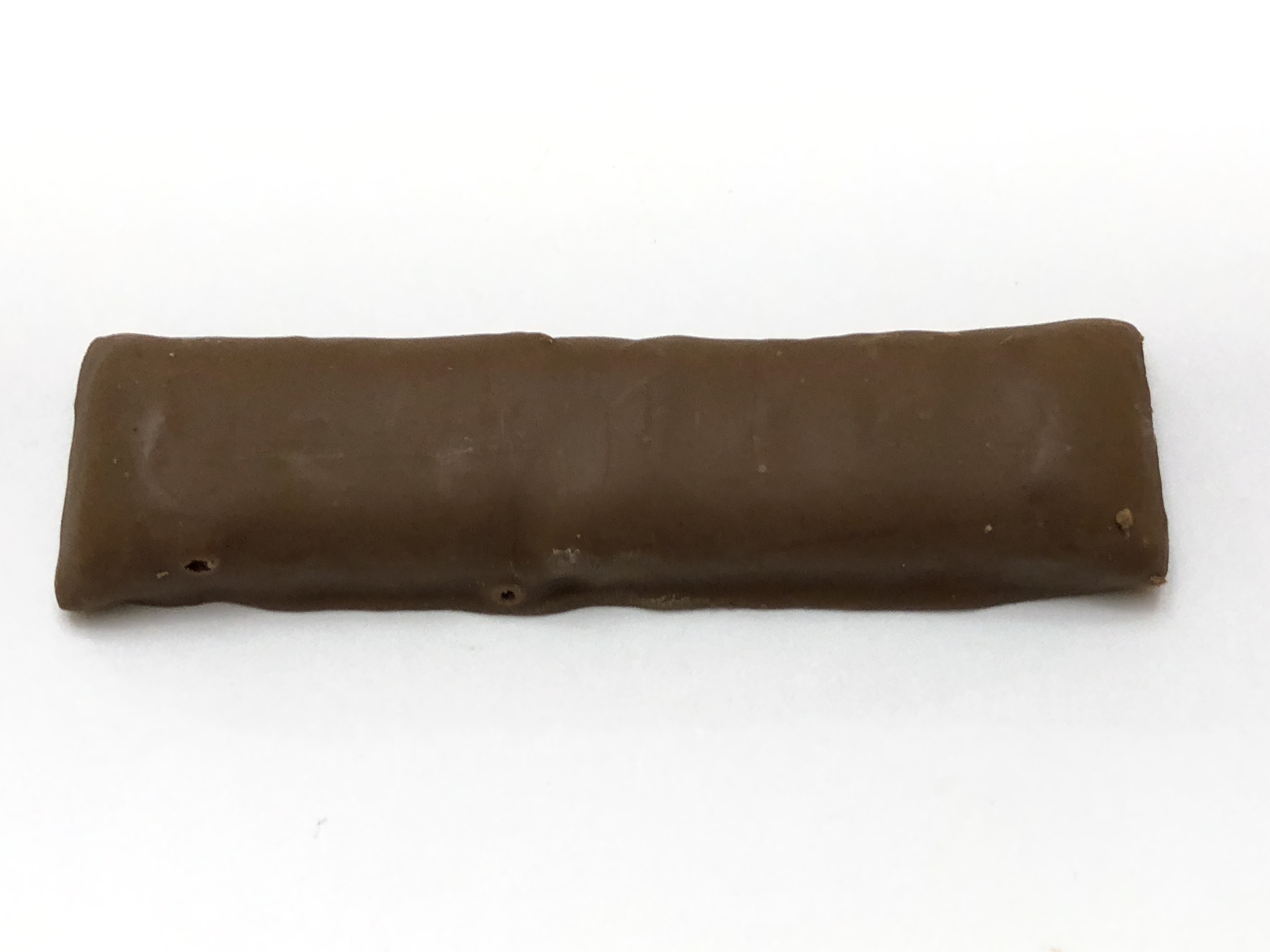
En Butterfinger utan förpackning, 2021.

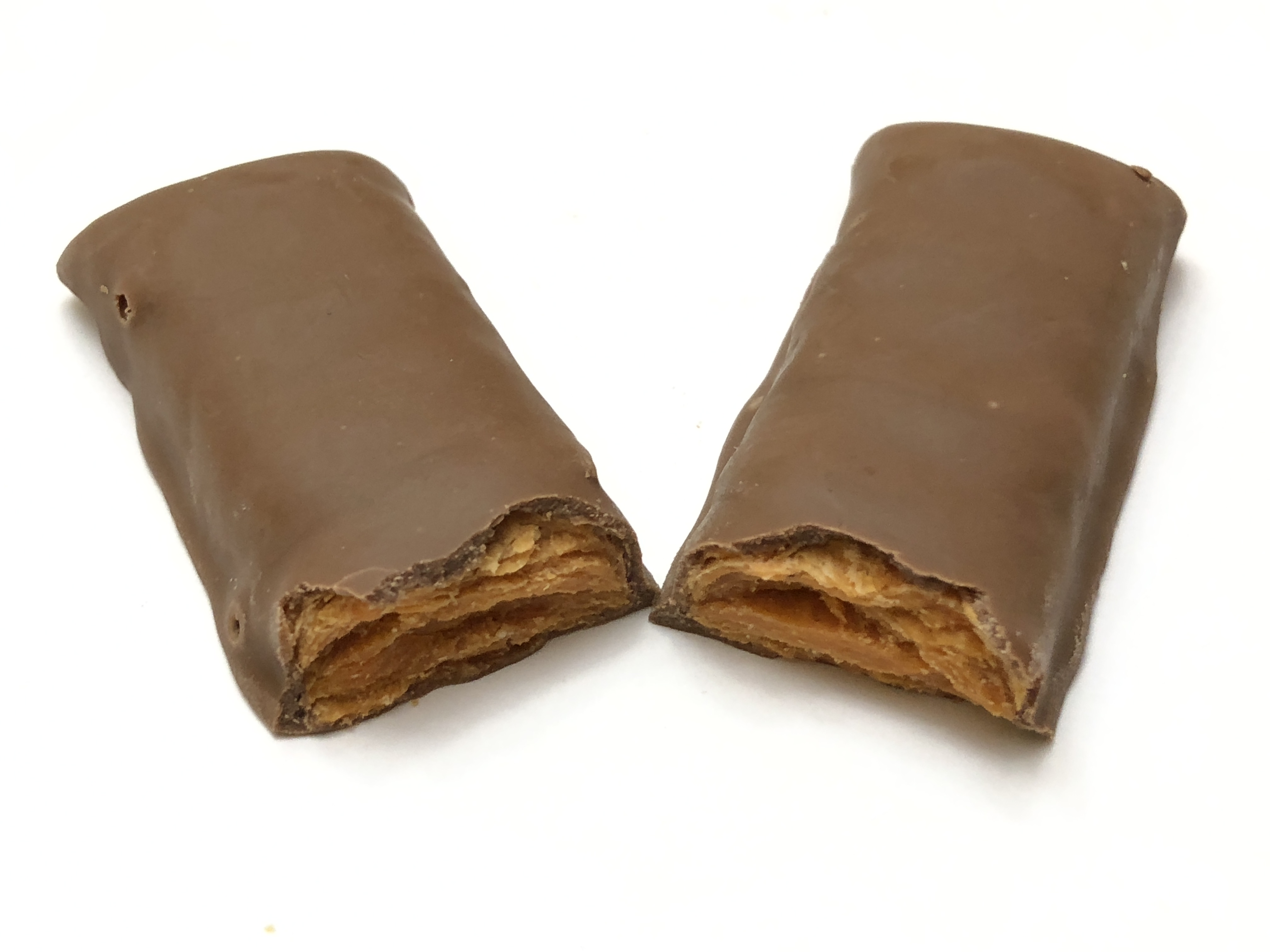
En Butterfinger i två delar, 2021.

Butterfinger är ett varumärke för en chokladbit med krispig jordnötssmörsfyllning. Den ägs av den italienska konfektyrproducenten Ferrero sedan 2018. I slutet av 2000-talet var Butterfinger det elfte populäraste godiskakan, choklad eller ej, i USA och hade år 2010 en försäljning på 598 miljoner amerikanska dollar.

## Historik
Varumärket lanserades 1923 av Curtiss Candy Company. Namnet Butterfinger bestämdes via en tävling som arrangerades för allmänheten. År 1964 blev CCC fusionerad med Standard Brands till en kostnad på 7,5 miljoner dollar. År 1981 blev Standard Brands själva fusionerade med Nabisco för 1,9 miljarder dollar och bildade Nabisco Brands. Bara fyra år senare köptes Nabisco Brands av tobaksbolaget R.J. Reynolds Tobacco Company för 4,9 miljarder dollar och blev R.J.R. Nabisco. I februari 1990 köpte schweiziska Nestlé bland annat Butterfingers och Baby Ruth från R.J.R. Nabisco för 370 miljoner dollar. År 2018 sålde Nestlé nästintill hela sin amerikanska godisdivision, som bestod av fler än 20 varumärken exkluderat Kit Kat, till Ferrero för 2,8 miljarder dollar.

## Reklam
Varumärket har varit väldigt förknippad med den animerade TV-serien The Simpsons och karaktären Bart Simpson. 150 reklamfilmer producerades mellan åren 1988 och 2001.